# Harman Becker
Becker è un marchio di HARMAN/BECKER Automotive Systems GmbH, la divisione automotive di Harman International Industries Inc (Washington), uno dei principali gruppi internazionali nel settore dell'elettronica. Nel 2008 si aggiudica il Ferrari Technology Award come miglior partner tecnologico della Casa di Maranello. Becker opera dalla fine degli anni '40 nel settore del car-hifi, dell'infotainment, della navigazione per auto, della telematica, dei sistemi multimedia integrati e si è conquistata fama internazionale sia presso l'industria automobilistica che nel settore after market. Nel tempo ha collaborato con i marchi più prestigiosi come Mercedes, BMW, Audi, Porsche, Ferrari, Maserati, e altri, affermandosi come leader mondiale nell'ambito dell'audio-video-navigation di primo impianto. Harman/Becker ha sviluppato il video-processing, la tecnologia di sintonizzazione digitale per TV, nonché il MOST (Media Oriented Systems Transport) – lo standard per soluzioni multimediali a fibre ottiche per l'automobile.

## Storia
L'azienda Becker nacque come impresa familiare alla fine degli anni Quaranta a Karlsbad in Germania, nella parte settentrionale della Foresta Nera, non lontano da Stoccarda, dove hanno sede alcune tra le case automobilistiche più prestigiose del mondo come Mercedes Benz e Porsche. Una vicinanza che permise infatti già alla fine degli anni '40 di avviare le prime collaborazioni tra Becker e il settore automobilistico. I primi progetti realizzati furono quelli dell'Aerophon e dell'Autophon nel 1949. Nel 1953 arrivò la prima autoradio con ricerca automatica dei canali, poi dieci anni più tardi quella a transistor. Le innovazioni si susseguirono via via con l'introduzione dell'autoradio con lettore CD integrato, con doppio tuner RDS, con integrazione di sistema di navigazione, lettore CD e autoradio in un unico prodotto 1DIN. Dal 1996 Becker è diventato un marchio di navigazione satellitare, prima solo installata a bordo delle autovetture, poi anche portatile, col lancio nel 2005 della prima serie di PND Traffic Assist.

## Premi
- "Plus X Award 2007", su plusxaward.de.
- "Plus X Award 2008", su plusxaward.de.